# شارون باركر
شارون باركر (بالإنجليزية: Sharon Barker)‏ هي مربية أمريكية، ولدت في 1949 في نيو برونزويك في كندا.